# ディルイーヤ
ディルイーヤ (アラビア語: الدرعية) は、サウジアラビアの首都リヤド郊外に位置する都市である。かつてはサウジアラビアの王族サウード家の本拠地で、1744年から1818年には第一次サウード王国の首都であった。ワッハーブ運動の拠点となる都市でもあったディルイーヤには、第一次サウード王国時代の都市遺跡が多く残り、その中心だったツライフ（トライフ）地区は、2010年にユネスコの世界遺産リストに登録された。第一次サウード王国滅亡後はながらく廃墟となっていたが、現在はリヤード州に属し、ウヤイナ、ジュバイラ (Jubayla)、アル＝アンマリーヤ (Al-Ammariyyah) などを含むディルイーヤ行政区の政庁所在地となっている。
ラテン文字ではAl-Diriyah, Ad-Dir'iyah, Ad-Dar'iyah, Dir'aiyahなどと転写され、日本語ではディライヤ、ディライーヤ、ディリヤ、ダルイーヤなどとも表記される。

## 位置
ディルイーヤ旧市街の遺跡は、ワーディー・ハニーファと呼ばれる狭い谷の両側に残っており、この谷の南方はリヤドやその先に続いている。旧市街の建物は日干しレンガづくりで、谷を見渡せる丘の上に発達したグサイバー (Ghussaibah)、アル＝ムライベード (Al-Mulaybeed)、トライフ (Turaif) という3つの地区に分かれている。その3地区の中でも、トライフがもっとも高い場所にあり、そのふもとは観光客たちが徒歩でも容易にアクセスできる。渓谷の背に沿って建てられた日干しレンガの市壁の一部が、見張り塔などとともに現存している。
新市街はツライフのある丘のふもとの、より低い場所に建てられている。町の北部の谷あいへと、数多くの庭園、農場、ヤシ林などが存在しており、より北にはアル・イルブ (Al-Ilb) というダムが存在している。

## 歴史
ヤークート・アル＝ハマウィー、アブー・ムハンマド・アル＝ハマダーニーによって言及されていた古代の集落「ガブラ」(Ghabra) に同定されることはあるものの、ディルイーヤそのものの歴史は、15世紀から始まる。ナジュドの年代記によれば、都市はサウード王家の先祖であるマニ・アル＝ムライディ (Mani Al-Mraydi) によって、1446年から1447年にかけて建設された。マニとその一族はアラビア東部のカティーフから、のちにリヤドとなる集落群を束ねていたイブン・ディル (Ibn Dir') の招きでやって来た。イブン・ディルは彼らにリヤド周辺の農場をあたえそこが後にディルイーヤという町になった。イブン・ディルはマニ・アル＝ムライディの縁者といわれており、いつかの時期にワディ・ハニファを去っていたマニの一族は、本来の故郷に戻ったに過ぎないと信じられている。
当初、 マニとその一族は、グサイバー地区とアル＝ムライベード地区に住んでいた。集落全体がマニの恩人であるイブン・ディルにちなんで、アル＝ディルイーヤ (Al-Dir'iyah) と呼ばれた。後に彼らはツライフ地区に移った。他の町から移り住む人々や、砂漠のベドウィンの中から移り住む人々がいて、18世紀までにはナジュドでよく知られる町になっていった。

その時期に、ムハンマド・イブン・サウードは、ディルイーヤの支配者一族であったアル・ミグリン（マニの子孫）との戦いを経て、ディルイーヤのアミール（支配者）の座に着いた。1744年にイブン・サウードは、ディルイーヤと同じ渓谷の48kmほど上流の町アル＝ウヤイナから逃亡してきた宗教学者ムハンマド・イブン・アブドゥルワッハーブを迎え入れた。イブン・サウードはアブドゥルワッハーブの宗教上の主張を広めることに同意し、のちに第一次サウード王国と呼ばれる国が、その首都であるディルイーヤとともに、誕生したのである。それからの数十年のうちに、イブン・サウードとその一族は、ナジュド全土だけでなく、アラビアの東部も西部も支配下におさめることに成功し、イラクにも攻略の手を伸ばしていた。ディルイーヤは規模の面で拡大しただけでなく、富も増大させ、ナジュド最大の都市となり、アラビアでも大都市のひとつへと成長したのである。しかし、イスラームの聖地メッカとマディーナを支配下に置いたことで、イスラーム世界における強国オスマン帝国の怒りを買い、1811年から1818年のオスマン＝サウジ戦争につながった。そして、オスマンとエジプトの軍勢によるナジュド遠征が行われ、ほぼ1年にわたるディルイーヤ攻囲戦によって、サウード王国は1818年に終焉したのである。侵略軍の指揮官であったエジプトのイブラーヒーム・パシャは、ディルイーヤの破壊を命じ、多くの地元の貴族たちがワッハーブ国家を再興しようとしたときにも、都市の更なる破壊と残された物の焼却を命じた。サウード家は1824年に第二次サウード王国を再興させることになるが、首都はより南のリヤドに移した。1902年に今のリヤドの基礎が築かれ、サウジアラビアの首都となっている。
ディルイーヤが第一次サウード王国滅亡に際して廃墟となった1818年以降、元の住民たちはそこを去り、大部分がリヤドに移住した。1981年に公刊された著書『王国』(The Kingdom) において、イギリス人のロバート・レイシーは、廃墟と化したディルイーヤをポンペイになぞらえた。しかし、20世紀後半になると、元ベドウィンなどが再び住居を構えるようになり、サウジアラビア政府によって、1970年代後半に新しい都市が建設された。この新都市は規模を拡大しつつ、小さいけれども近代的な都市として、ディルイーヤ行政区の政庁所在地となっている。古都の廃墟は観光地になっており、サウジ政府による修復の動きなども見られる。
再建された建造物群には、浴場・迎賓館のほか、90年代初頭に完了したサアド・ビン・サウード宮殿、1980年代に城壁の塔が復元された the Burj Faysal、トライフ地区を囲む城壁の大部分、町の外壁部分、ワーディー・ハニーファを囲む見張り塔などが含まれる。トライフ地区の外側では、ワーディー・ハニーファの反対側で、ムハンマド・イブン・アブドゥルワッハーブのモスクのある地域が、完全に建て直された。本来の構造物は、建造物群北部の旧モスクの遺跡にいくらか残っているだけである。都市そのもののレイアウトは、サウジアラビア国立博物館にある大きな精密模型の展示を利用すると、容易に理解ができる。

## 世界遺産
ディルイーヤのツライフ地区は、2009年1月に世界遺産の暫定リストに記載され、ほぼ同時に正式推薦された。世界遺産委員会の諮問機関である国際記念物遺跡会議(ICOMOS) は、推薦時点では顕著な普遍的価値を証明するための比較研究が不十分であり、完全性と真正性にも疑問があるとして、「登録延期」を勧告した。しかし、第35回世界遺産委員会においては勧告が覆され、逆転での登録が認められた。

### 登録名
世界遺産としての正式登録名は、At-Turaif District in ad-Dir'iyah（英語）、District d’at-Turaif à ad-Dir’iyah（フランス語）である。その日本語訳は資料によって以下のような違いがある。
- ディライーヤのツライフ地区（世界遺産アカデミーほか）[11][12]
- ディリヤのツライフ地区（『ブリタニカ国際大百科事典』ほか）[13][14]
- ディルイーヤのトライフ（日本ユネスコ協会連盟ほか）[15][16]

### 主な建造物
古都には以下の建造物が残っている。 
- サルワ宮殿 (Salwa Palace) - 第一次サウード王国におけるアミールやイマームの最初の居城であり、サウード家にとっては政治上や宗教上の拠点となった[17]。4階建てで、域内最大の建造物である[7]。この宮殿は異なる時期に段階的に建てられた7つの主要部分で構成されている[17]。
- サアド・ビン・サウード宮殿 (Saad bin Saud Palace) - 域内では最大級の宮殿のひとつであり、完全に復元されている。中庭が有名である。
- 迎賓館とツライフ浴場 (The Guest House and At-Turaif Bath House[18]) - 多くの小さな中庭とそれを取り囲む部屋で構成された伝統的な建造物である。浴場は異なる建築様式が複数取り入れられていて、異なる漆喰を使ってどのように防水しているのかを見て取れる。迎賓館も浴場も、ワジの井戸から水を引いている。
- イマーム・モハンマド・ビン・サウード・モスク (Imam Mohammad bin Saud Mosque) - モハンマド・ビン・サウード（英語版）の治世下に建てられたモスクで、アブドゥルワッハーブはこのモスクで、いわゆるワッハーブ運動について教導した[19]。このモスクは宗教教育の中心地となり、アラビア半島の各地から学びにくる者たちがいた。

### 登録基準
ICOMOSの勧告では、サウジアラビア当局が求めていた基準 (4)、(5)、(6) の適用をすべて否定していたが、世界遺産委員会の議論ではその判断がすべて覆ったため、この世界遺産は世界遺産登録基準のうち、以下の条件を満たし、登録された（以下の基準は世界遺産センター公表の登録基準からの翻訳、引用である）。
- (4) 人類の歴史上重要な時代を例証する建築様式、建築物群、技術の集積または景観の優れた例。
  - サウジアラビア当局はこの基準について、ナジュド様式と呼ばれるアラビア半島中央部に特有の建築・装飾がよく残っていることなどについて適用できるとした[20]。ICOMOSは比較研究の不足などを理由に否定したが[20]、世界遺産委員会の審議では認められた[21]。

- (5) ある文化（または複数の文化）を代表する伝統的集落、あるいは陸上ないし海上利用の際立った例。もしくは特に不可逆的な変化の中で存続が危ぶまれている人と環境の関わりあいの際立った例。
  - サウジアラビア当局はこの基準について、アラビア半島の砂漠地帯という苛酷な環境に対応したオアシス都市の優れた例などとして、この基準が適用できるとした[22]。ICOMOSはこの基準に関しても、比較研究が不足していることや、真正性や完全性の証明に問題があることなどによって適用を否定したが[22]、世界遺産委員会の審議では認められた[21]。

- (6) 顕著で普遍的な意義を有する出来事、現存する伝統、思想、信仰または芸術的、文学的作品と直接にまたは明白に関連するもの（この基準は他の基準と組み合わせて用いるのが望ましいと世界遺産委員会は考えている）。
  - サウジアラビア当局はこの基準について、サウード家が勢力を伸ばす拠点となった政治史上重要な都市であることや、ワッハーブ運動の拠点として宗教史上も重要な意味を持ったことなどを理由に、この基準を適用できるとした[22]。ICOMOSはこの基準についても、歴史的意義と残っている建造物群のつながりの証明が不十分であり、真正性と完全性の点にも疑問があるとして適用を否定したが[22]、世界遺産委員会の審議では、ワッハーブ運動の中心地としてイスラーム世界に大きな影響を及ぼした点などが評価され、適用が認められた[21]。